# جيمس هاردي (لاعب كرة قدم)
جيمس هاردي (بالإنجليزية: James Hardy)‏ هو لاعب كرة قدم بريطاني، ولد في 1996. لعب مع نادي والسول.